# Sforza
La famiglia Sforza è stata una famiglia nobile italiana. Resse il Ducato di Milano dal 1450 al 1535. Il ramo degli Sforza di Santa Fiora, tuttora esistente come Sforza Cesarini, resse la Contea di Santa Fiora come stato autonomo dal 1439 sino al 1624 e poi successivamente come feudatari dei Medici e dei Lorena fino al 1806.
Gli Sforza furono la dinastia che fece grande Milano: il capostipite del ramo milanese, Francesco, Sforza Visconti, era figlio naturale di Giacomo Attendolo (detto "Sforza"), detto anche Muzio, nobile romagnolo, Conte di Cotignola e condottiero, e della sua amante Lucia Terzani. Le fortune della famiglia furono avviate già da Attendolo, che aveva ricevuto come compenso per i suoi servigi militari la contea di Cotignola dall'Antipapa Giovanni XXIII, diversi feudi in Puglia dalla regina Giovanna II di Napoli e, grazie al primo matrimonio di Francesco con Polissena Ruffo, ulteriori feudi in Calabria. Fu proprio Francesco a divenire, uscendo vittorioso nella guerra di successione seguente alla morte di Filippo Maria Visconti, nuovo Duca di Milano nel 1450, quando fece ingresso in città il giorno dell'Annunciazione al fianco della terza moglie Bianca Maria Visconti, figlia naturale legittimata di Filippo.
Gli Sforza milanesi furono attivi protagonisti delle vicende del Rinascimento italiano, facendosi patroni di artisti e impegnandosi con la Pace di Lodi (1454) ad una pace quasi quarantennale in Italia. L'assassinio di Galeazzo Maria Sforza nel 1476 aveva tuttavia incrinato la stabilità del ducato, permettendo al fratello Ludovico il Moro di usurpare progressivamente il potere ducale, appropriandosene definitivamente alla sospetta morte del nipote nel 1494.
La formale legittimazione del Ducato fu solo ottenuta da Ludovico il Moro nel 1494 grazie a Massimiliano I d'Asburgo, imperatore del Sacro Romano Impero, e non fu riconosciuta da Luigi XII e dalla famiglia di Orleans, il che di conseguenza porto` all'invasione Francese di Milano nel 1499 ed alla conseguente fuga di Ludovico il Moro. Lo stesso Macchiavelli fa riferimento nel principe a Francesco Sforza come principe semi-legittimo ed acquisito.
L'ambizione di Ludovico il Moro, accostata ad una sprovvedutezza diplomatica, contribuì alla guerra di Carlo VIII di Francia nel 1494, e istigò le contese che scatenarono le guerre d'Italia tra il Regno di Francia ed il Sacro Romano Impero e che si rivoltarono contro gli Sforza, privati più volte del ducato (rivendicato dai re francesi in virtù della discendenza da Valentina Visconti), che alla morte dell'ultimo discendente Francesco II venne incamerato ai domini dell'Imperatore Carlo V, in ottemperanza al Congresso di Bologna.

## Storia

### Origini
Il nome della famiglia deriva dal soprannome del suo fondatore, Muzio Attendolo (Cotignola, 1369 - Pescara, 1424), capitano di ventura della Romagna al servizio dei re Angioini di Napoli, chiamato Sforza (Forte) per la sua prestanza.

### Ascesa al ducato di Milano

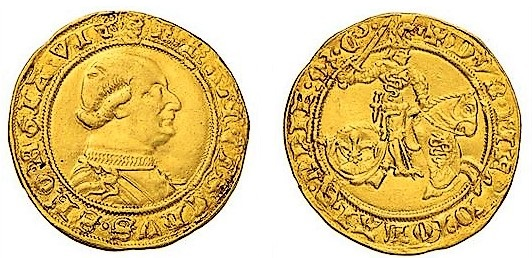
Francesco Sforza, ducato, zecca di Pavia.

Il primo duca di Milano fu il figlio maggiore di Muzio Attendolo, Francesco (1401-1466), che acquisì il titolo ducale grazie al suo matrimonio con Bianca Maria Visconti, ultima erede del duca Filippo Maria Visconti, morto nel 1447. Da questo matrimonio originò il ramo principale della famiglia. 
Il successore di Francesco I fu Galeazzo Maria (1444-1476), duca dal 1466 alla morte, che sposò Bona di Savoia. Fra le sue figlie illegittime va segnalata Caterina Sforza, che sposò dapprima Girolamo Riario, divenendo signora di Forlì ed Imola, e fu poi la madre di Giovanni dalle Bande Nere.
Successore di Galeazzo Maria fu il figlio Gian Galeazzo (1469-1494), che sposò Isabella d'Aragona. Gian Galeazzo, a causa della sua debolezza ed inettitudine, in pratica non governò mai direttamente, e la reggenza del ducato fu fin dall'inizio nelle mani dello zio Ludovico Sforza detto il Moro, che ebbe il titolo di duca solo a partire dalla morte del nipote; Ludovico il Moro sposò Beatrice d'Este. A riprova del prestigio goduto dal casato milanese in quel periodo vi è il matrimonio celebrato tra Bianca Maria, sorella di Gian Galeazzo e l'imperatore Massimiliano I d'Asburgo. Ludovico il Moro governò sul Ducato di Milano fino al 1500, anno in cui fu definitivamente sconfitto e preso prigioniero dai francesi.
Dopo che i francesi furono cacciati dall'esercito di mercenari svizzeri dell'impero (1512), il ducato di Milano tornò per alcuni anni nelle mani dei figli di Ludovico il Moro, Massimiliano (1493-1530) e Francesco II (1495-1535), che sposò Cristina di Danimarca, nipote dell'imperatore Carlo V. Costoro, coinvolti nelle guerre tra Francia ed Impero, regnarono ad intervalli e sotto la protezione degli Asburgo, ai quali, dopo la morte avvenuta a Vigevano di Francesco II, deceduto senza eredi, passò il ducato.
Da Giovanni Paolo (1497-1535), figlio naturale di Ludovico il Moro e di Lucrezia Crivelli, discese il ramo dei Marchesi di Caravaggio, estinto nel 1717. Da Sforza Secondo, figlio naturale di Francesco I, discese il ramo dei conti di Borgonovo Val Tidone, estinto nel 1679; da Jacopetto, figlio naturale di Sforza Secondo, discese il ramo dei Conti di Castel San Giovanni, che giunse fino al XX secolo e a cui appartenne il ministro Carlo Sforza.

### Il ramo di Borgonovo
Inaugurato nel 1451 da Sforza Secondo Sforza Visconti (nato nel 1433 e morto nel 1492/93), figlio naturale di Francesco I Sforza, a sua volta figlio naturale di Giacomo, detto Muzio  Attendolo, soprannominato lo Sforza, Conte di Cotignola, si estinse nel 1680 con Alessandro III, e portarono il cognome Sforza Visconti.

Questo ramo generò la linea secondaria degli Sforza di Castel San Giovanni.

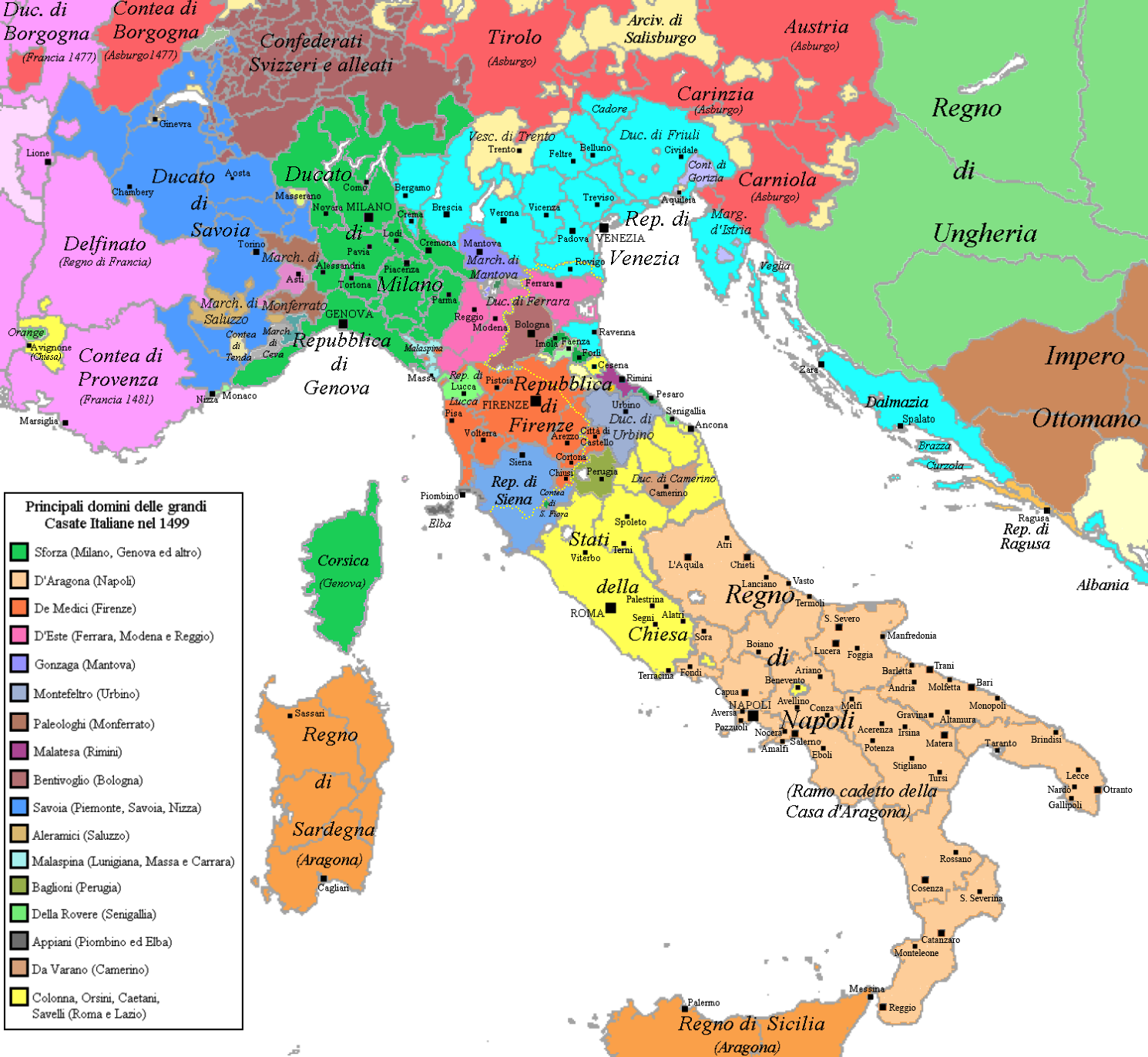
I domini degli Sforza alla vigilia del secolo XVI

### Il ramo di Caravaggio
Derivato dal duca di Milano Ludovico il Moro. Primo marchese fu Giampaolo I Sforza di Caravaggio. Il ramo si estinse nel 1796 con l'ultima marchesa Bianca Maria III Doria.

## Il ramo di Pesaro

Stemma degli Sforza di Pesaro

Il secondogenito di Muzio Attendolo, Alessandro Sforza di Pesaro (1409-1473), fu il capostipite del ramo di Pesaro, città della quale tenne la Signoria dal 1445 al 1500. Giovanni Sforza appartenne a questo ramo, fu il primo marito di Lucrezia Borgia ed in seguito venne spodestato del suo titolo dall'ex-cognato Cesare Borgia.

## Il ramo di Santa Fiora

Stemma degli Sforza di Santa Fiora

Il fondatore del ramo di Santa Fiora fu il terzogenito di Muzio Attendolo e di Antonia Salimbeni da Siena, Bosio (1411-1476).Bosio sposa Cecilia Aldobrandeschi ultima erede dei Conti di Santa Fiora Aldobrandeschi . Questo ramo degli Sforza ebbe il suo periodo di massimo splendore nel '500, grazie all'accortezza diplomatica ed alle alleanze intessute dal primo conte, Guido II  il quale, non solo era sposato con una parente di Paolo III Farnese, ma riuscì a far sposare due dei suoi discendenti con la figlia e la nipote del medesimo pontefice. Grazie a queste strategie, i membri della sua famiglia poterono avere brillanti carriere ecclesiastiche e militari. 
Nel Seicento, però, a causa della dismissione e la vendita di molte proprietà, o per le politiche del Granduca di Toscana, il potere degli Sforza cominciò ad affievolirsi.

### Sforza-Cesarini

Stemma di Casa Sforza Cesarini

Nel 1674 grazie al matrimonio tra Federico Sforza di Santa Fiora, I principe di Genzano, e Livia Cesarini, ultima erede delle casate Cesarini Savelli Peretti, la famiglia si trasferì a Roma e cambiò nome in Sforza Cesarini.

## Successori
- Muzio Attendolo Sforza (conte di Cotignola e fondatore della dinastia)

### Ramo di Milano
- Francesco I Sforza (duca di Milano dal 1450 al 1466)
- Galeazzo Maria Sforza (duca di Milano dal 1466 al 1476)
- Bianca Maria Sforza (imperatrice del Sacro Romano Impero dal 1494 al 1510)
- Anna Maria Sforza (duchessa di Ferrara e Modena dal 1491 al 1497)
- Gian Galeazzo Maria Sforza (duca di Milano dal 1476-94)
- Bona Sforza (regina di Polonia e granduchessa di Lituania 1518-1557 e duchessa di Bari 1524-1557)
- Ludovico il Moro (duca di Milano dal 1494 al 1499)
- Ercole Massimiliano Sforza (duca di Milano dal 1512 al 1515)
- Francesco II Sforza (duca di Milano dal 1521 al 1535)

### Ramo di Pesaro
- Muzio Attendolo Sforza (conte di Cotignola)
- Alessandro Sforza (signore di Pesaro)
- Costanzo I Sforza (signore di Pesaro)
- Giovanni Sforza (signore di Pesaro)
- Costanzo II Sforza (signore di Pesaro)
- Galeazzo Sforza (signore di Pesaro)

### Ramo di Santa Fiora (Sforza di Santa Fiora poi Sforza Cesarini)
- Muzio Attendolo Sforza (conte di Cotignola)
- Bosio I Sforza (Conte di Cotignola, Signore di Castell'Arquato, I Conte Sforza di Santa Fiora)

Conti di Santa Fiora

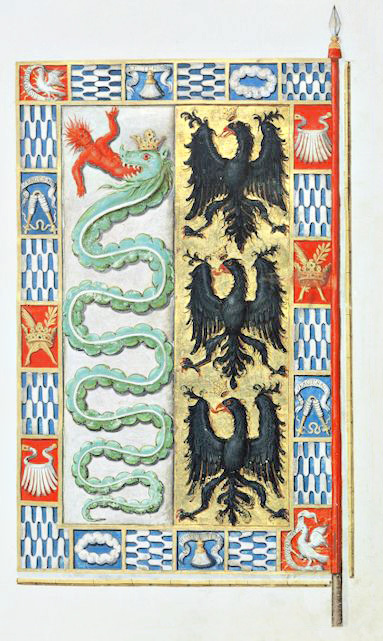
Stendardo di Massimiliano Sforza come Conte di Pavia

- Stendardo di Massimiliano Sforza come Conte di PaviaGuido II Sforza di Santa Fiora (1445 - 1508),  II Conte di Santa Fiora (per successione Aldobrandeschi), figlio di Bosio I Sforza, I Conte di Santa Fiora, e di sua moglie Cecilia Aldobrandeschi, VII Contessa di Santa Fiora
- Federico I Sforza di Santa Fiora (m. 1535), III Conte di santa Fiora
- Bosio II Sforza di Santa Fiora (m. 1538), IV Conte di Santa Fiora (1486-1538)
- Guido Ascanio Cardinale (1518-1564)
- Alessandro Cardinale (1532-1581)
- Paolo I Marchese di Proceno (1535-1597)
- Sforza I Sforza di Santa Fiora (1520-1575), V Conte di Santa Fiora, I Marchese di Castell'Arquato
- Francesco Sforza di Castell'Arquato, II Marchese di Castell'Arquato
- Sforzino Sforza di Castell'Arquato, III Marchese di Castell'Arquato
- Mario I Sforza di Santa Fiora, VI Conte di Santa Fiora dal 1575 al 1591
- Federico Sforza di Santa Fiora, Signore di Valmontone, I Duca di Segni, VII Conte di Santa Fiora
- Alessandro I Sforza di Santa Fiora, VIII Conte di Santa Fiora, II Duca di Segni (1572-1631)
- Francesco Sforza di Santa Fiora Cardinale (1562-16024)
- Costanza Sforza di Santa Fiora sposa Giacomo Boncompagni, I duca di Sora
- Mario II Sforza di Santa Fiora, IX Conte di Santa Fiora, I Duca di Onano (1594-1658)
- Federico Sforza Cardinale (1603-1676)
- Ludovico I Sforza di Santa Fiora, X Conte di Santa Fiora, II Duca di Onano (1618-1685)
- Paolo II Sforza di Proceno, Marchese di Proceno, XI Conte di Santa Fiora
- Francesco I Sforza di Santa Fiora, XII Conte di Santa Fiora
- Federico III Sforza di Santa Fiora, I Principe di Genzano, XIII Conte di Santa Fiora, sposa Livia Cesarini; Sforza Cesarini
- Gaetano I Sforza Cesarini, II Principe di Genzano, XIV Conte di Santa Fiora
- Sforza Giuseppe I Sforza Cesarini, III Principe di Genzano, XV Conte di Santa Fiora
- Filippo I Sforza Cesarini, IV Principe di Genzano, XVI Conte di Santa Fiora
- Gaetano II Sforza Cesarini, V principe di Genzano, XVII Conte di Santa Fiora
- Francesco II Sforza Cesarini, VI Principe di Genzano, XVIII conte di Santa Fiora, I Duca Sforza Cesarini
- Salvatore Sforza Cesarini, VII principe di Genzano, XIX Conte di Santa Fiora, II Duca Sforza Cesarini
- Anna Sforza Cesarini, sposa Marino Torlonia

Prosecuzione del ramo con il secondogenito Lorenzo legittimato dalla Sacra Rota, col titolo di Duca Sforza Cesarini (vedi Spreti e sentenza Sacra Rota)
Lorenzo Sforza Cesarini, III Duca Sforza Cesarini, VIII Principe di Genzano, XX Conte di Santa Fiora (1808-1866), sposa Carolina Viscontessa Shirley Ferrers
Francesco Sforza Cesarini, IV Duca Sforza Cesarini, IX Principe di Genzano, XXI Conte di Santa Fiora (1840-1899) sposa Vittoria Colonna Doria
Lorenzo Sforza Cesarini, V Duca Sforza Cesarini, X Principe di Genzano, XXII Conte di Santa Fiora (1868-1939) sposa Maria Torlonia Borghese
Mario Bosio Sforza Cesarini, VI Duca Sforza Cesarini, XI Principe di Genzano, XXIII Conte di Santa Fiora (1899-1986) sposa Virginia Lotteringhi della Stufa
Bosio Sforza Cesarini, VII Duca Sforza Cesarini, XII Principe di Genzano, XXIV Conte di Santa Fiora (1939-2018)
Lorenzo Sforza Cesarini, VIII Duca Sforza Cesarini, XIII Principe di Genzano, XXV Conte di Santa Fiora (1964-)
Francesco Sforza Cesarini IX Duca Sforza Cesarini (1965-)
Federico Sforza Cesarini, X Duca Sforza Cesarini (1996-)

### Ramo di Caravaggio

Stemma degli Sforza di Caravaggio

- Giovanni Paolo I Sforza (marchese di Caravaggio e conte di Galliate 1532-1535)
- Muzio I Sforza di Caravaggio (marchese di Caravaggio e conte di Galliate, 1535-1553)
- Francesco I Sforza di Caravaggio (marchese di Caravaggio e conte di Galliate 1553-1580)
- Muzio II Sforza di Caravaggio (marchese di Caravaggio e conte di Galliate 1580-1622, dal 1603 conte di Casteggio e Lacchiarella)
- Giovanni Paolo II Sforza di Caravaggio (marchese di Caravaggio, conte di Galliate, Casteggio e Lacchiarella 1622-1630)
- Muzio III Sforza di Caravaggio (marchese di Caravaggio ecc. 1630-1637)
- Francesco II Sforza di Caravaggio (figlio di Muzio II, marchese di Caravaggio ecc. 1637-1680)
- Francesco III Sforza di Caravaggio (marchese di Caravaggio ecc. 1680-1697)
- Bianca Maria Sforza di Caravaggio (marchesa di Caravaggio ecc. 1697-1717)

### Ramo di Borgonovo
Conti di Borgonovo (Val Tidone) dal 1451, Conti di Agazzino, di Arcello, di Bilegno, di Breno, di Castelnuovo (Val Tidone), di Corano, di Fabiano, di Grugnitori e Guardanachi, di Mirabello, di Montebolzone con Rivasso, di Sarturano e Tavernago, di Mottaziana, di Pavano, di San Nicolò (Trebbia) con Castellazzo e Centora, di Ziano, di Piozzano con Vidiano soprano, di Pomaro, di San Gabriele, di Bosnasco (Bosnasco - Pavia), di Montebello e Groppo Arcelli; fú incamerato dalla "Camera Ducale" dopo il 1680, per l'estinzione della linea primogenita, da parte del Serenissimo Duca di Parma e di Piacenza.
Linea di Castel San Giovanni (Piacenza) 
- Giovanni Sforza (Conte)
- Carlo Sforza (Conte, Cavaliere dell'Ordine Supremo della Santissima Annunziata)
- Ascanio Michele Sforza (Conte)
- Luca Cavalli-Sforza, illustre genetista, (figlio adottivo del Conte Francesco Sforza, del Conte Giovanni Sforza 1846 - 1922)

## Dimore
Segue un elenco non completo delle residenze costruite ed abitate dagli Sforza.
- Castello Sforzesco a Milano
- Castello di Pavia
- Castello Sforzesco di Galliate
- Castello Sforzesco di Vigevano
- Castello di Melegnano
- Castello di Cusago
- Castello di Santa Croce, Cremona
- Rocca di Soncino
- Castello di Novara
- Castello di Vicolungo
- Castello Normanno-Svevo di Bari
- Tenuta di caccia Cascina Boscaiola
- Palazzo Sforza Cesarini a Roma
- Palazzo Sforza Cesarini a Genzano (RM)
- Palazzo Sforza Cesarini a Santa Fiora (GR)
- Villa La Sforzesca a Castellazzara (GR)
- Palazzo Sforza Proceno (VT)
- Rocca Costanza, Pesaro
- Villa Imperiale a Pesaro
- Rocca di Ravaldino Forlì (FC)
- Rocca sforzesca di Imola (BO)
- Rocca sforzesca di Bagnara (RA)
- Rocca di Riolo
- Palazzo Gallavresi noto come Palazzo Sforza o della Marchesa Caravaggio (BG)
- Castello di Torrechiara, Torrechiara (PR)

## Ritratti degli Sforza

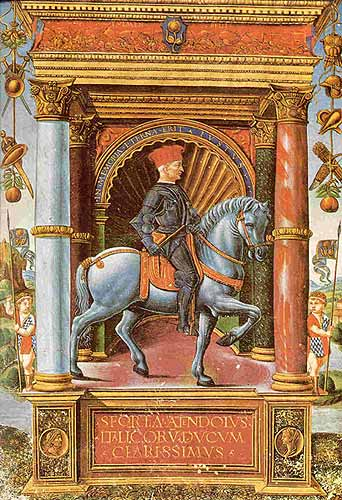
Muzio Attendolo Sforza, Conte di Cotignola.
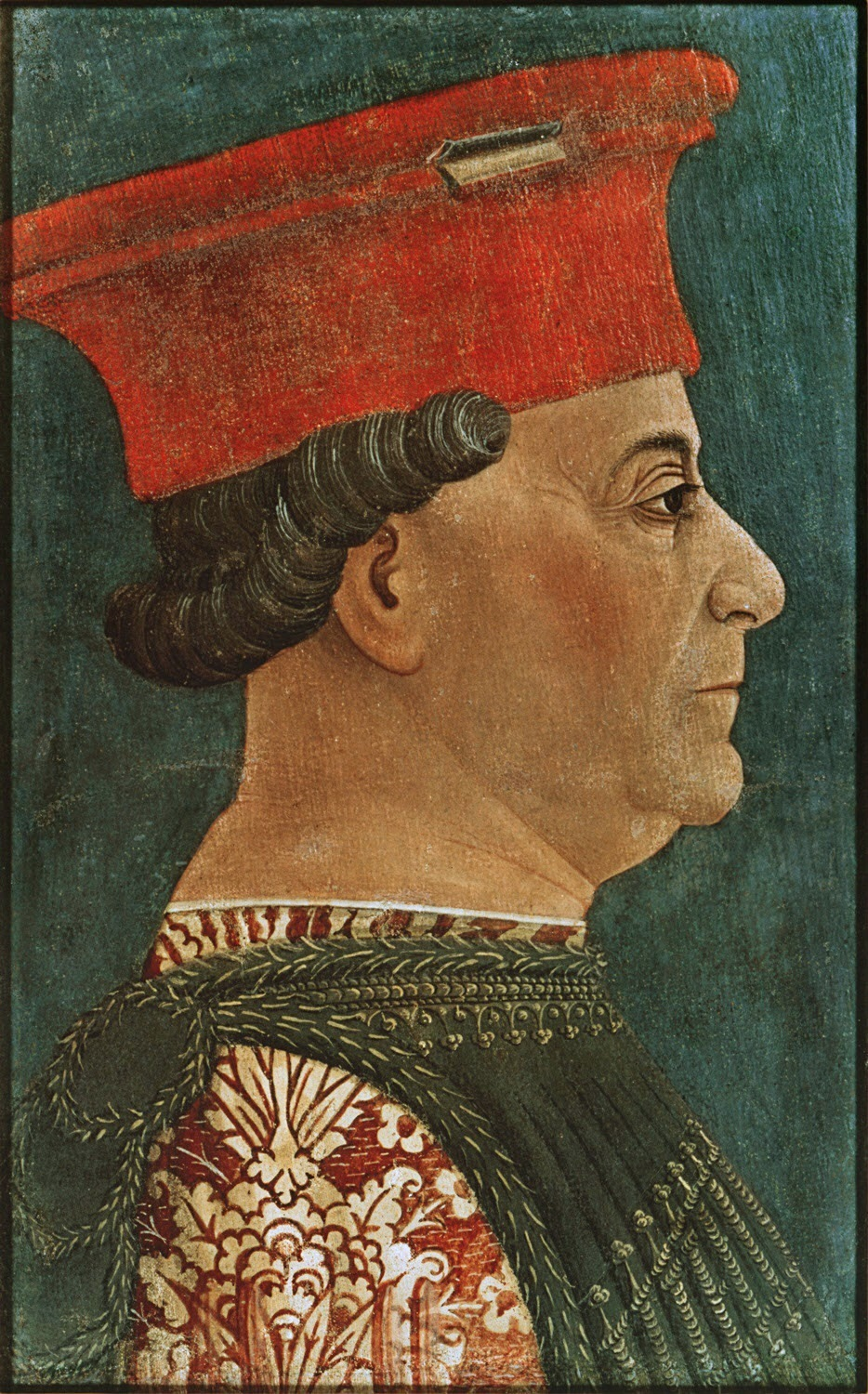
Francesco Sforza Duca di Milano (1450 - 1466).
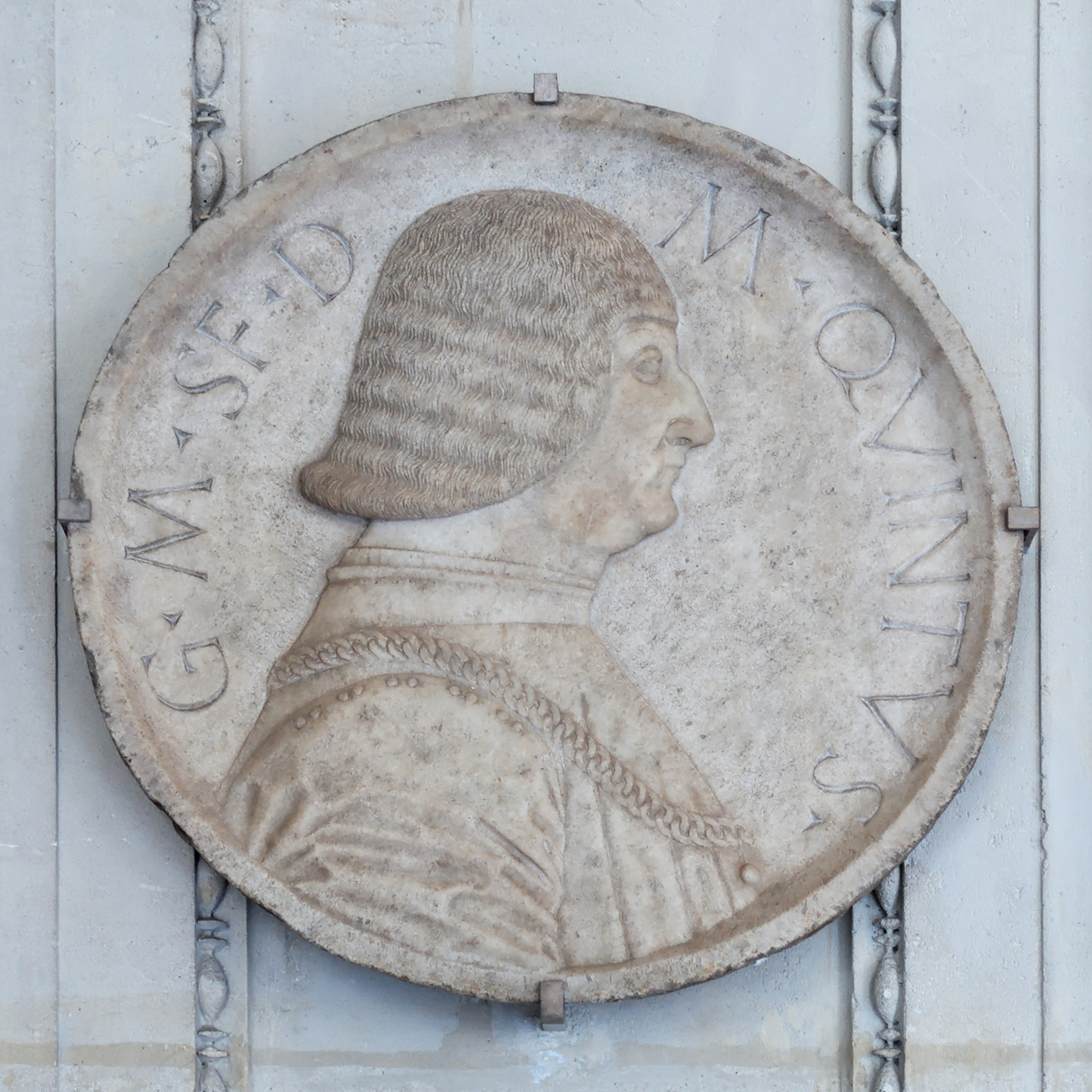
Galeazzo Maria Sforza Duca di Milano (1466 - 1476).
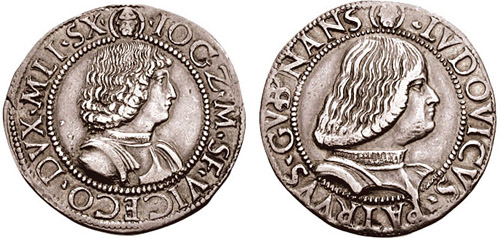
Gian Galeazzo Maria Sforza Duca di Milano (1476 - 1494).
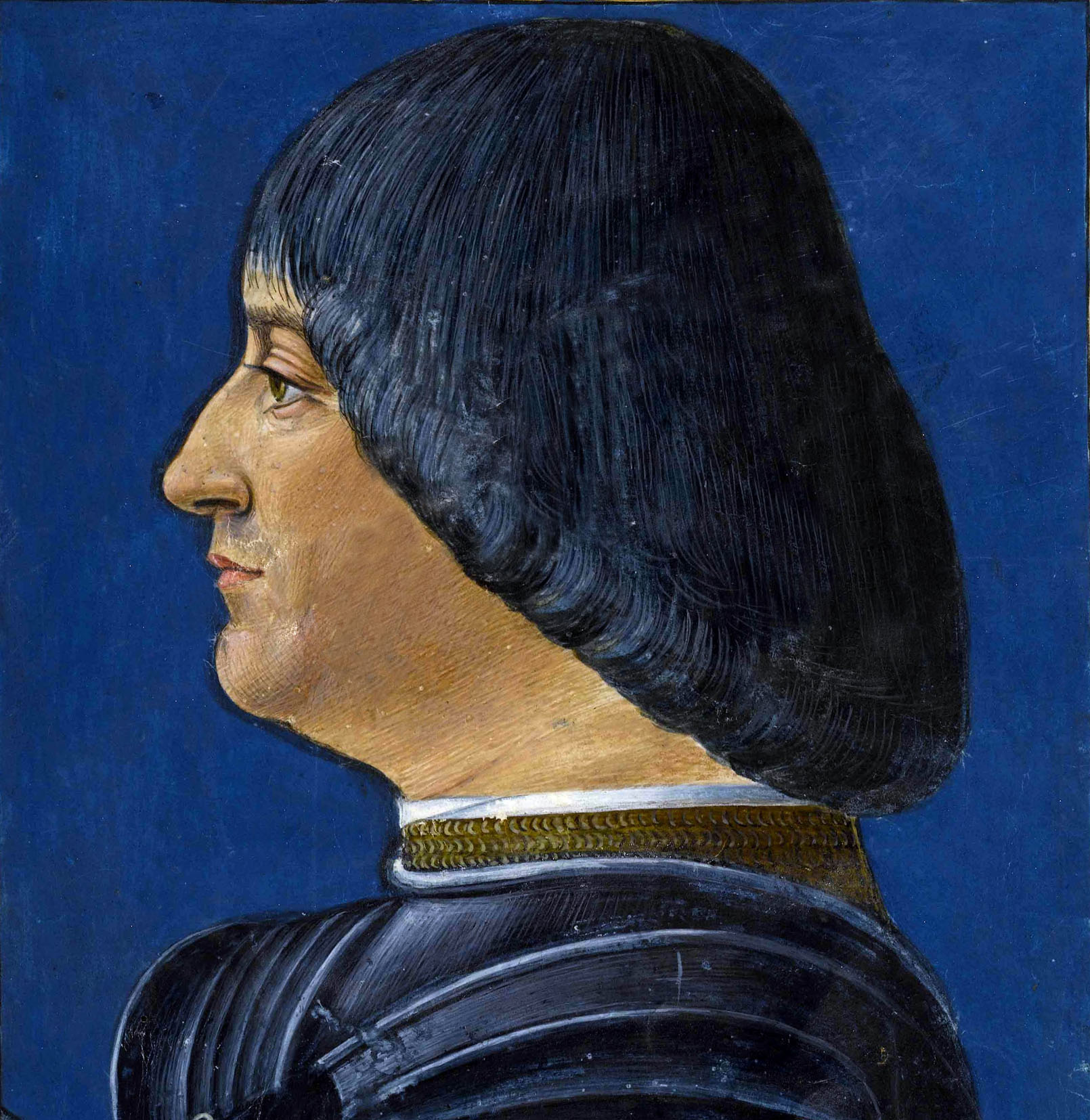
Ludovico il Moro Duca di Milano (1452 - 1508).
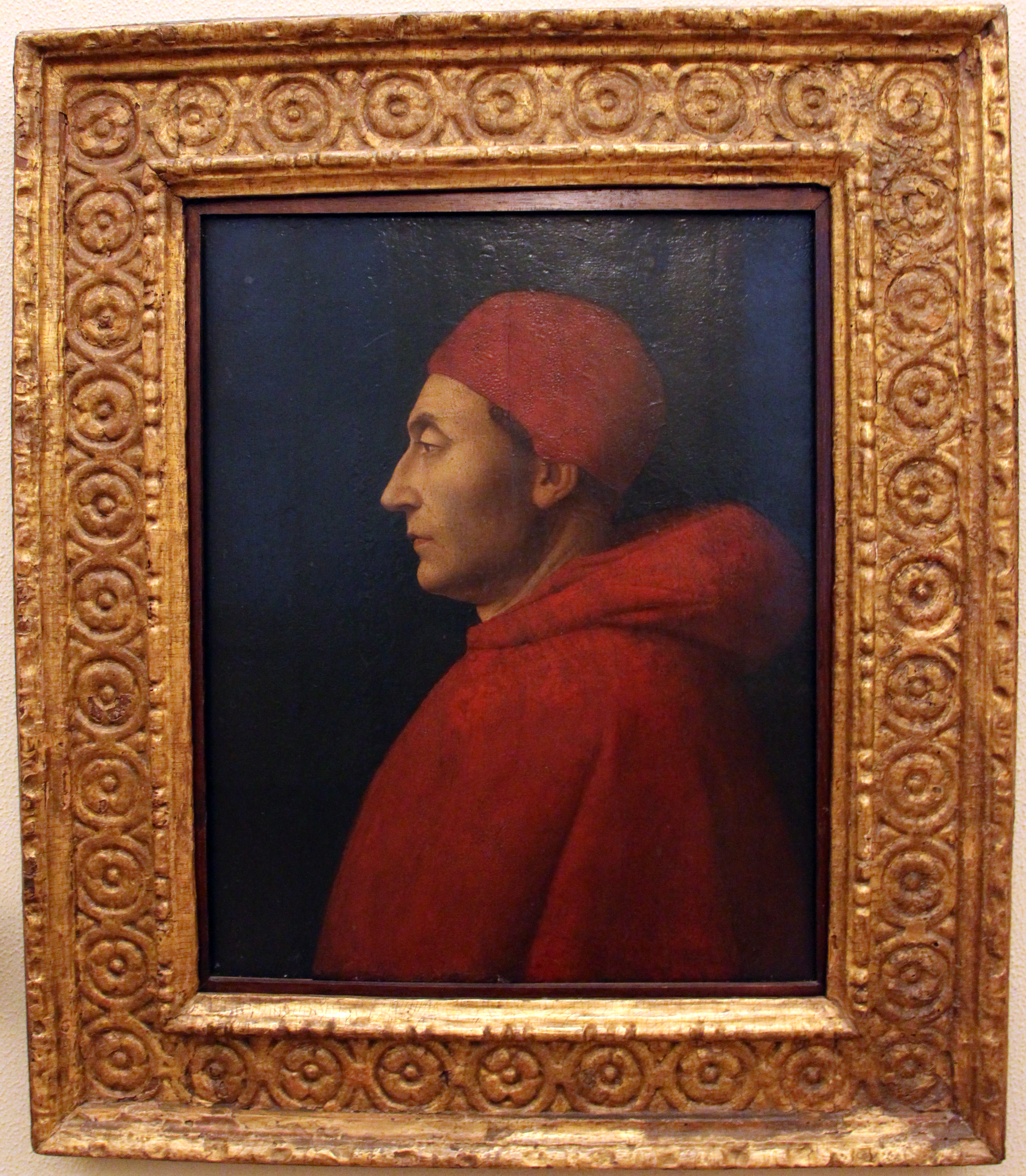
Il Cardinale Ascanio Sforza
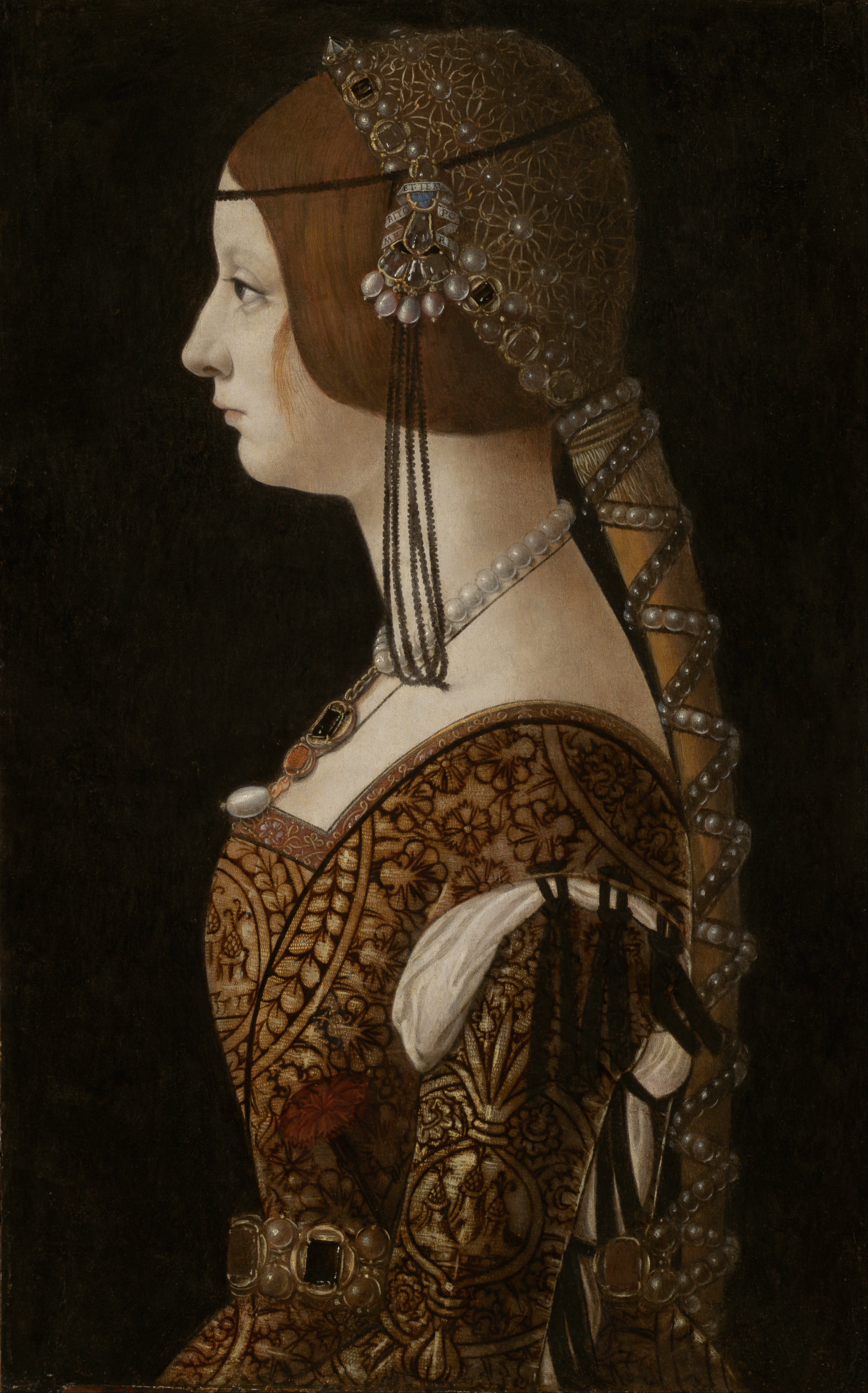
L'Imperatice Bianca Maria Sforza
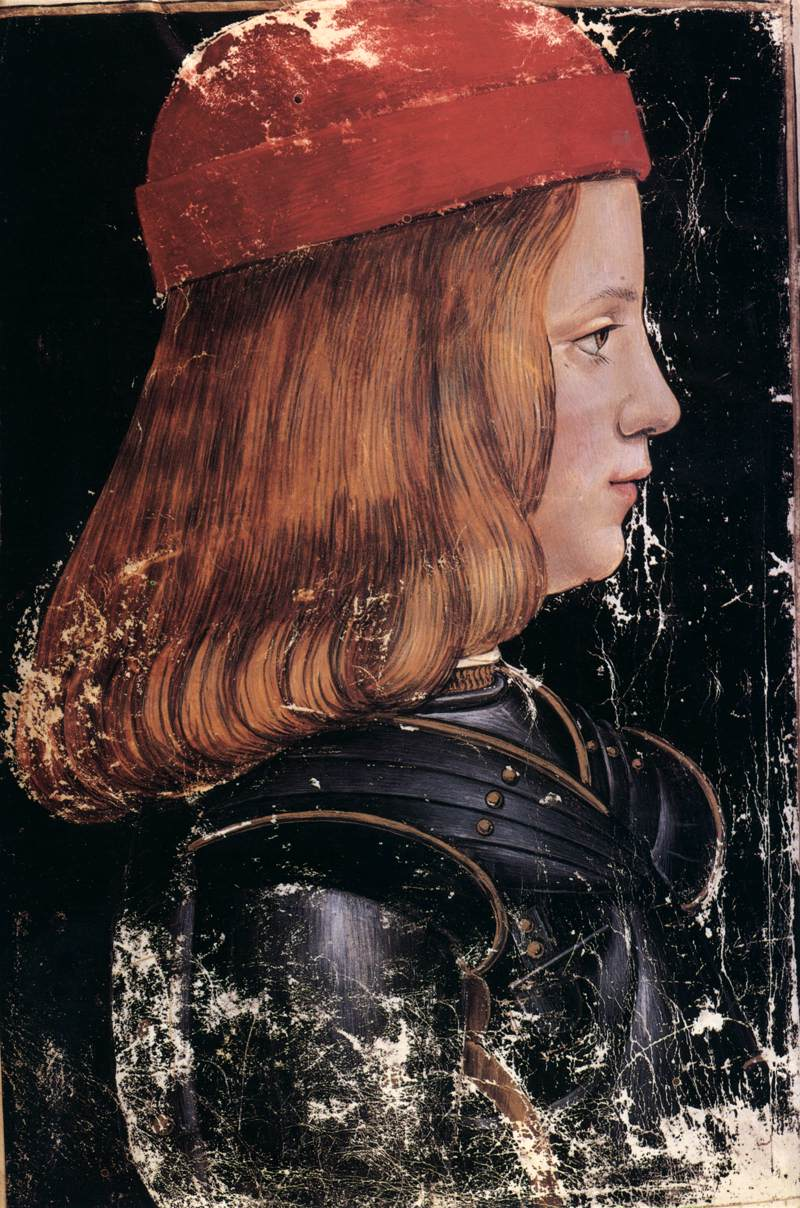
Massimiliano Sforza Duca di Milano (1512 - 1515).
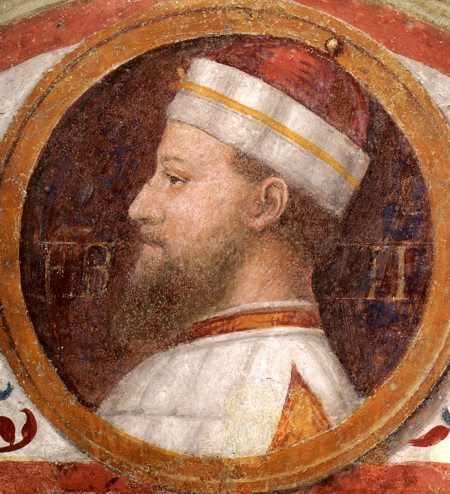
Francesco II Sforza Duca di Milano (1521 - 1535).
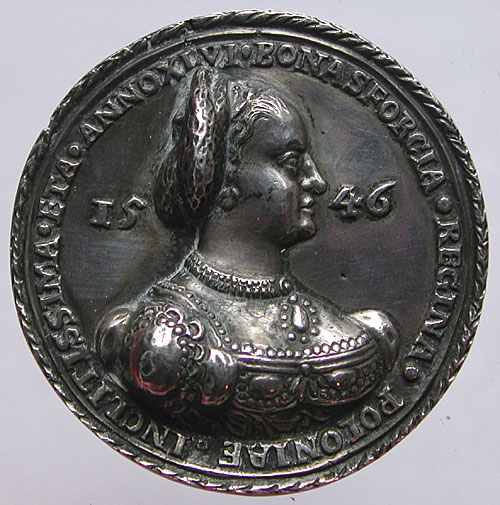
Bona Sforza, Regina di Polonia